# نیروهای امنیتی اسرائیل

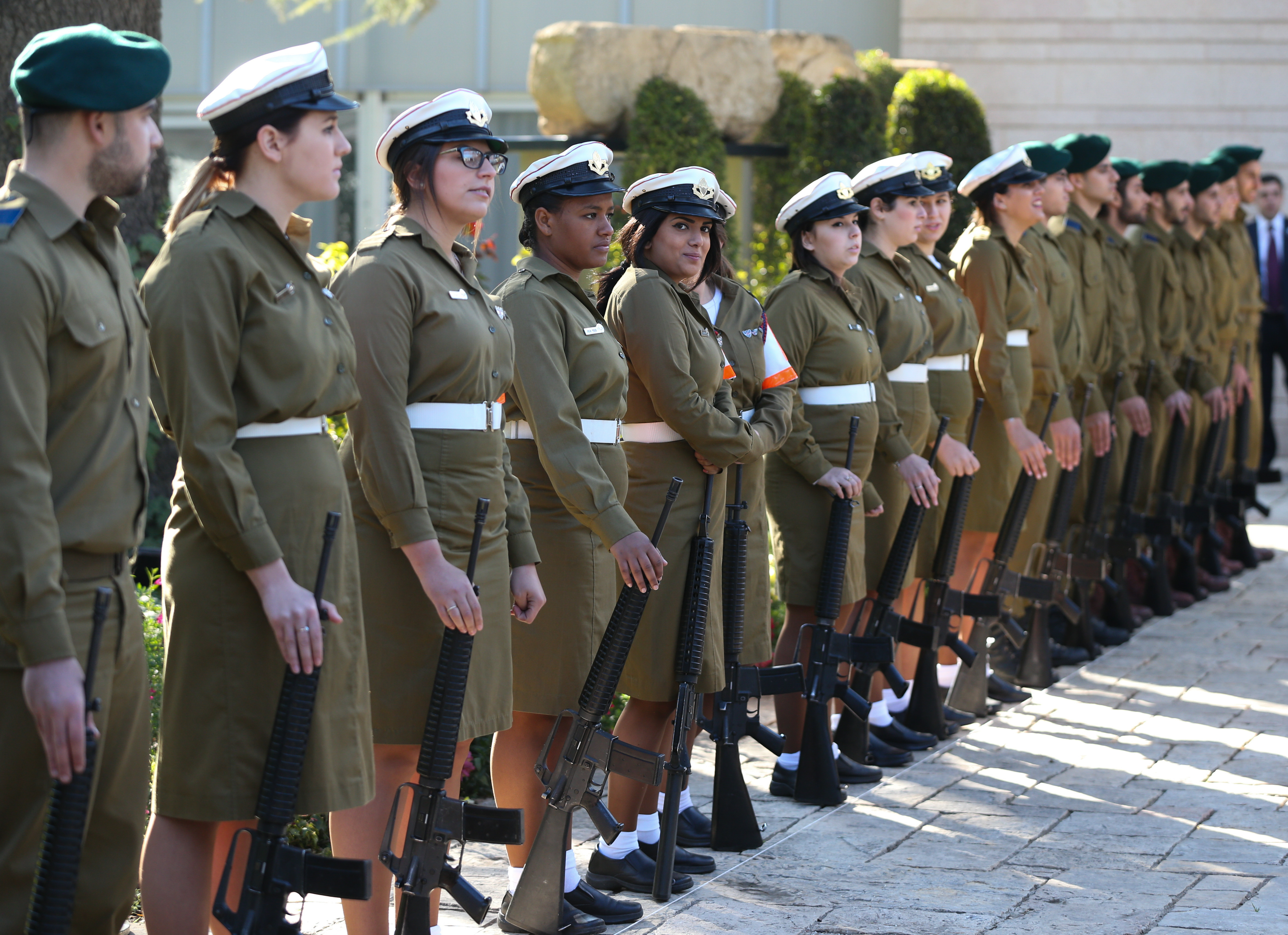
نیروهای امنیتی اسرائیل

نیروهای امنیتی اسرائیل (عبری: מערכת הבטחון‎، Ma'arechet ha'Bitachon) شامل سازمان‌های مختلفی از جمله سازمان‌های مجری قانون، نیروهای نظامی، شبه‌نظامی، دولتی و سازمان‌های اطلاعاتی است.

## نیروهای نظامی
- نیروهای دفاعی اسرائیل: نیروهای دفاعی اسرائیل شامل نیروی زمینی، نیروی هوایی و نیروی دریایی اسرائیل هستند.

## پلیس
- پلیس اسرائیل: یک نیروی غیرنظامی مانند دیگر نیروهای پلیس جهان، وظایف آن شامل مبارزه با جنایت ، کنترل ترافیک و حفظ امنیت عمومی است.

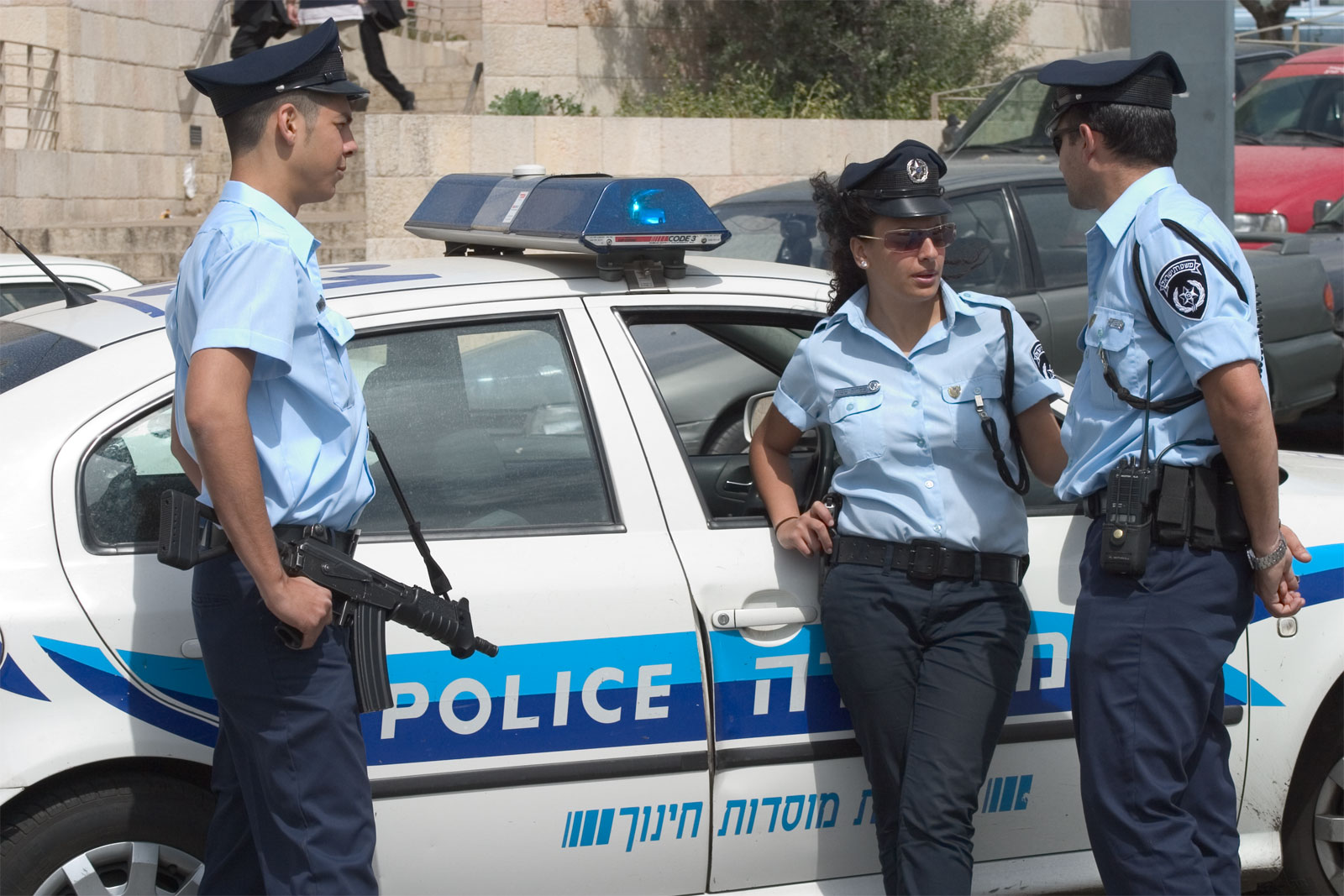
افسران پلیس اسرائیل و یک خودروی گشتی

- - گارد مدنی: یک سازمان با فعالیت داوطلبانه است که در کارهای روزانه پلیس کمک می‌کند. این سازمان زیرمجموعه پلیس اسرائیل است.
  - پلیس مرزی (ماگاو): شاخه نظامی ژاندارمری پلیس اسرائیل.

## سازمان‌های اطلاعاتی
- شاباک (آژانس امنیت اسرائیل) (عبری: שירות הבטחון הכללי‎، "آژانس امنیت عمومی"): سازمان مسئول امنیت داخلی، از جمله در مناطق تحت اشغال اسرائیل است.
- موساد (عبری: המוסד למודיעין ולתפקידים מיוחדים‎) یا مؤسسهٔ اطلاعات و وظایف ویژه، آژانس مسئول اطلاعات خارجی اسرائیل است.
- امان (ریاست اطلاعات نظامی) یا سازمان اطلاعات نظامی (Aman)، برآوردهای کلی اطلاعاتی، گزارش‌های اطلاعاتی روزانه، برآورد خطر جنگ، مطالعات هدف در کشورهای اطراف و رهگیری ارتباطات را برای دولت اسرائیل تهیه می‌کند. امان همچنین عملیات خارج از اسرائیل را هماهنگ و پشتیبانی می‌کند. امان یک سرویس مستقل است که با نیروی زمینی، نیروی دریایی و نیروی هوایی هم‌طراز است. تعداد کارکنان امان ۷۰۰۰ نفر تخمین زده می‌شود.[۱]

## نیروهای امدادی
- ستاره داوود سرخ: مگن دیوید آدوم (MDA) متشکل از پزشکان داوطلب و حرفه‌ای است و نیازهای فوریت‌های پزشکی خارج از بیمارستان، از جمله فجایع، آمبولانس و خدمات خونی را تأمین می‌کند.[۲]
- خدمات آتش‌نشانی، امداد و نجات: مسئولیت اطفاء حریق و مواردی چون بیرون کشیدن افراد گیر افتاده زیر آوار یا ساختمان‌های فروریخته را بر عهده دارد.
- فرماندهی جبهه داخلی: بخشی از ارتش اسرائیل و یک تیم نجات نظامی است که در حوادث غیرنظامی در مقیاس بزرگ مانند زمین‌لرزه یا حملات موشکی به شهرها رسیدگی می‌کند.
- واحد ۶۶۹: واحد انجام عملیات تخلیه، امداد و نجات هوایی پرسنل نیروی هوایی اسرائیل است.
- ۱۱ تیم محلی امداد و نجات نیز در بلندی‌های جولان، جلیل - کارمل، مرج ابن عامر، سامریه، عین گدی، گوش عتصیون، عراد، صحرای نگب، عربه و ایلات - ایلوت نیز از نیروهای امنیتی اسرائیل هستند.

## سایر سازمان‌ها
- سرویس زندان‌های اسرائیل (IPS)، که گاهی با نام اختصاری SHABAS نامیده می‌شود، یک سازمان امنیتی است که بخشی جدایی‌ناپذیر از سیستم اجرای قانون در اسرائیل است. نقش‌های اصلی آن شامل نگهداری از زندانیان و بازداشت‌شدگان تحت شرایط امن و مناسب، ضمن حفظ کرامت آن‌ها و رفع نیازهای اساسی آن‌ها است. این سازمان همچنین با مقامات و سازمان‌های مربوط ملی، منطقه‌ای و شهرداری هماهنگ می‌شود.[۳]
- گارد کنست: کنست دارای واحد محافظ ویژهٔ خود است. گارد کنست مسئول امنیت در ساختمان کنست است. گروهبان اسلحه ("Katzin ha-Knesset") فرمانده گارد کنست است.[۴]